# Estefania Cortes-Vargas

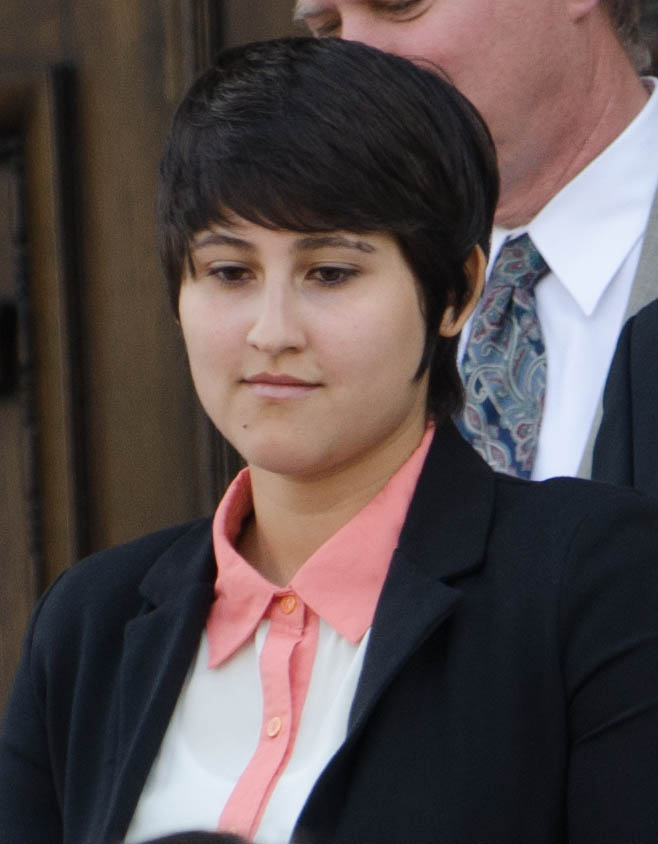
Estefania Cortes-Vargas (2015)

Estefania Cortes-Vargas (* 1991, Kolumbien) ist kanadischer Nationalität und politisch tätig als Mitglied der Alberta New Democratic Party. Bei den Parlamentswahlen 2015 in der kanadischen Provinz Alberta wurde Cortes-Vargas in die Legislativversammlung von Alberta gewählt und vertrat den Wahlkreis Strathcona-Sherwood Park. Neben den Fraktionskollegen Michael Connolly und Ricardo Miranda gehörte Cortes-Vargas zu den ersten drei LGBT-Personen, die in die Legislativversammlung gewählt wurden.
Obwohl in der Medienberichterstattung während des Wahlkampfes als weiblich dargestellt, erklärte Cortes-Vargas Ende 2015 während der Debatte über die Aufnahme von Transgender-Rechten in den Menschenrechtskodex der Provinz die eigene Geschlechtsidentität offiziell als nichtbinär und wollte kein Pronomen zugeordnet bekommen. Das Mitglied der Legislativversammlung wurde im Parlament nur als „Mitglied Cortes-Vargas“ geführt (Member Cortes-Vargas).
Bei den Wahlen 2019 entschied sich Cortes-Vargas, nicht zu kandidieren.